# Team Lotus (2010–11)
Team Lotus, inițial denumită Lotus Racing, a fost o echipă malaysiană de Formula 1, cu sediul în Marea Britanie, care a debutat în această competiție în sezonul 2010. Deși nu are legătură cu fosta echipă Lotus, prezentă în Formula 1 între 1954 și 1994, președintele nou-înființatei echipe, Tony Fernandes anunțase că o eventuală victorie a noii echipe ar fi a 80-a victorie din palmaresul Team Lotus.
Lotus Racing a primit dreptul de a se înscrie în Formula 1 odată cu retragerea echipei BMW. Echipa este condusă de un consorțiu de firme din Malaysia, în parteneriat cu guvernul malaysian. Sediul noii echipe se află la Norfolk, în Marea Britanie, în apropiere de fabricile constructorului auto Lotus. Sediul va fi mutat în Malaysia odată cu construirea în apropierea circuitului de la Sepang a unui centru tehnic.
În sezonul 2010 din Formula 1, Lotus Racing a fost reprezentată de pilotul italian Jarno Trulli și de cel finlandez Heikki Kovalainen.

## Rezultate în Formula 1
| An   | Șasiu | Motor                    | Pneuri | Nr. | Piloți            | 1   | 2   | 3   | 4   | 5   | 6   | 7   | 8   | 9   | 10  | 11  | 12  | 13  | 14  | 15  | 16  | 17  | 18  | 19  | Puncte | WCC |
| ---- | ----- | ------------------------ | ------ | --- | ----------------- | --- | --- | --- | --- | --- | --- | --- | --- | --- | --- | --- | --- | --- | --- | --- | --- | --- | --- | --- | ------ | --- |
| 2010 | T127  | Cosworth CA2010 2.4 V8   | B      |     |                   | BHR | AUS | MAL | CHN | ESP | MON | TUR | CAN | EUR | GBR | GER | HUN | BEL | ITA | SIN | JPN | KOR | BRA | ABU | 0      | 10  |
| 2010 | T127  | Cosworth CA2010 2.4 V8   | B      | 18  | Jarno Trulli      | 17† | DNS | 17  | Ab  | 17  | 15† | Ab  | Ab  | 21  | 16  | Ab  | 15  | 19  | Ab  | Ab  | 13  | Ab  | 19  | 21† | 0      | 10  |
| 2010 | T127  | Cosworth CA2010 2.4 V8   | B      | 19  | Heikki Kovalainen | 15  | 13  | NC  | 14  | DNS | Ab  | Ab  | 16  | Ab  | 17  | Ab  | 14  | 16  | 18  | 16† | 12  | 13  | 18  | 17  | 0      | 10  |
| 2011 | T128  | Renault RS27-2011 2.4 V8 | P      |     |                   | AUS | MAL | CHN | TUR | ESP | MON | CAN | EUR | GBR | GER | HUN | BEL | ITA | SIN | JPN | KOR | IND | ABU | BRA | 0      | 10  |
| 2011 | T128  | Renault RS27-2011 2.4 V8 | P      | 20  | Heikki Kovalainen | Ab  | 15  | 16  | 19  | Ab  | 14  | Ab  | 19  | Ab  | 16  | Ab  | 15  | 13  | 16  | 18  | 14  | 14  | 17  | 16  | 0      | 10  |
| 2011 | T128  | Renault RS27-2011 2.4 V8 | P      | 21  | Jarno Trulli      | 13  | Ab  | 19  | 18  | 18  | 13  | 16  | 20  | Ab  |     | Ab  | 14  | 14  | Ab  | 19  | 17  | 19  | 18  | 18  | 0      | 10  |
| 2011 | T128  | Renault RS27-2011 2.4 V8 | P      | 21  | Karun Chandhok    |     |     |     |     |     |     |     |     |     | 20  |     |     |     |     |     |     |     |     |     | 0      | 10  |